# Asplenium delavayi
Asplenium delavayi är en svartbräkenväxtart som först beskrevs av Adrien René Franchet, och fick sitt nu gällande namn av Edwin Bingham Copeland. Asplenium delavayi ingår i släktet Asplenium och familjen Aspleniaceae. Inga underarter finns listade.